# Symbiopsis
Symbiopsis is een geslacht van vlinders van de familie Lycaenidae.

## Soorten
- S. aprica (Möschler, 1883)
- S. lenitas (Druce, 1907)
- S. morpho Nicolay, 1971
- S. nippia (Dyar, 1918)
- S. nivepunctata (Druce, 1907)
- S. panamensis (Draudt, 1920)
- S. pennatus (Druce, 1907)
- S. pentas Nicolay, 1971
- S. pupilla (Draudt, 1920)
- S. rickmani (Schaus, 1902)
- S. smalli Nicolay, 1971
- S. strenua (Hewitson, 1877)
- S. tanais (Godman & Salvin, 1887)